# Outpost Firewall
Outpost Firewall Pro是由俄罗斯Agnitum公司出品的针对家庭和小型办公用户的防火墙产品。2015年12月，Agnitum公司被Yandex併購，Outpost Firewall終止開發及販售，有購買授權的用戶於2016年1月31日前可將授權轉換為1年授權的卡巴斯基安全軟體。

## 特性
- 带有学习模式的防火墙组件
- 带有学习模式主动防御模块（反泄漏／系统关键位置监视）
- 反間諜軟體模块
- 网络控制模块（活动内容过滤／反广告／个人信息保护）
- 自我保护功能
- ImproveNET（自动更新应用程序访问规则）
- 网络日志功能